# Badminton aux Jeux des îles de l'océan Indien 2019
Navigation
Édition précédente Édition suivante
Le badminton est l'une des quatorze disciplines sportives au programme des Jeux des îles de l'océan Indien 2019, la onzième édition des Jeux des îles de l'océan Indien, qui se déroule à Maurice. Les épreuves se disputent du 19 au 24 novembre 2019 au National Badminton Centre de Beau Bassin-Rose Hill.

## Médaillés
Les médaillés sont : 
| Épreuve            | Or                                                                                      | Argent | Bronze |
| ------------------ | --------------------------------------------------------------------------------------- | --- | --- |
| Simple hommes      | La Réunion Arnaud Génin                                                                 | Maurice Jean Bernard Bongout                                                                                      | Maurice Julien Paul |
| Simple hommes      | La Réunion Arnaud Génin                                                                 | Maurice Jean Bernard Bongout                                                                                      | Maurice Melvin Appiah |
| Simple femmes      | Maldives Aminath Nabeeha Abdul Razzaq                                                   | Seychelles Allisen Camille                                                                                        | Maurice Aurélie Allet |
| Simple femmes      | Maldives Aminath Nabeeha Abdul Razzaq                                                   | Seychelles Allisen Camille                                                                                        | Maurice Kobita Dookhee |
| Double hommes      | Maurice Aatish Lubah Julien Paul                                                        | La Réunion Arnaud Génin Didier Nourry                                                                             | La Réunion Loïc Bertil Xavier Chan Fung Ting |
| Double hommes      | Maurice Aatish Lubah Julien Paul                                                        | La Réunion Arnaud Génin Didier Nourry                                                                             | Seychelles Kervin Ghislain Jie Luo |
| Double femmes      | Maurice Aurélie Allet Kobita Dookhee                                                    | Maldives Fathimath Nabaaha Abdul Razzaq Aminath Nabeeha Abdul Razzaq                                              | Seychelles Allisen Camille Danielle Jupiter |
| Double femmes      | Maurice Aurélie Allet Kobita Dookhee                                                    | Maldives Fathimath Nabaaha Abdul Razzaq Aminath Nabeeha Abdul Razzaq                                              | Maurice Lorna Bodha Jemimah Leung For Sang |
| Double mixte       | Maurice Julien Paul Aurélie Allet                                                       | Maurice Jean Bernard Bongout Jemimah Leung For Sang                                                               | Maldives Mohamed Ajfan Rasheed Maisa Fathuhulla Ismail                                                                                                |
| Double mixte       | Maurice Julien Paul Aurélie Allet                                                       | Maurice Jean Bernard Bongout Jemimah Leung For Sang                                                               | La Réunion Arnaud Génin Mélodie Parrot |
| Par équipes hommes | Maurice Julien Paul Jean Bernard Bongout Aatish Lubah Christopher Paul Tejraj Pultoo    | La Réunion Arnaud Génin Didier Nourry Loïc Bertil Xavier Chan Fung Ting Gregory Grondin Aaron Assing              | Maldives Mohamed Ajfan Rasheed Ahmed Nibal Nasheeu Sharafuddeen Ibrahim Shamiu Nashfan Mohamed                                                        |
| Par équipes femmes | Maurice Aurélie Allet Kobita Dookhee Lorna Bodha Jemimah Leung For Sang Ganesha Mungrah | La Réunion Mathilde Lepetit Mélodie Parrot Loïse Law Kwai Audrey Lebon Diéla Perianayagom Isabelle Lai Cheung Kit | Maldives Fathimath Nabaaha Abdul Razzaq Aminath Nabeeha Abdul Razzaq Neela Najeeb Maisa Fathuhulla Ismail Moosa Aminath Shahurunaz Aminath Ahmed Didi |